# カムフーバー・ライン

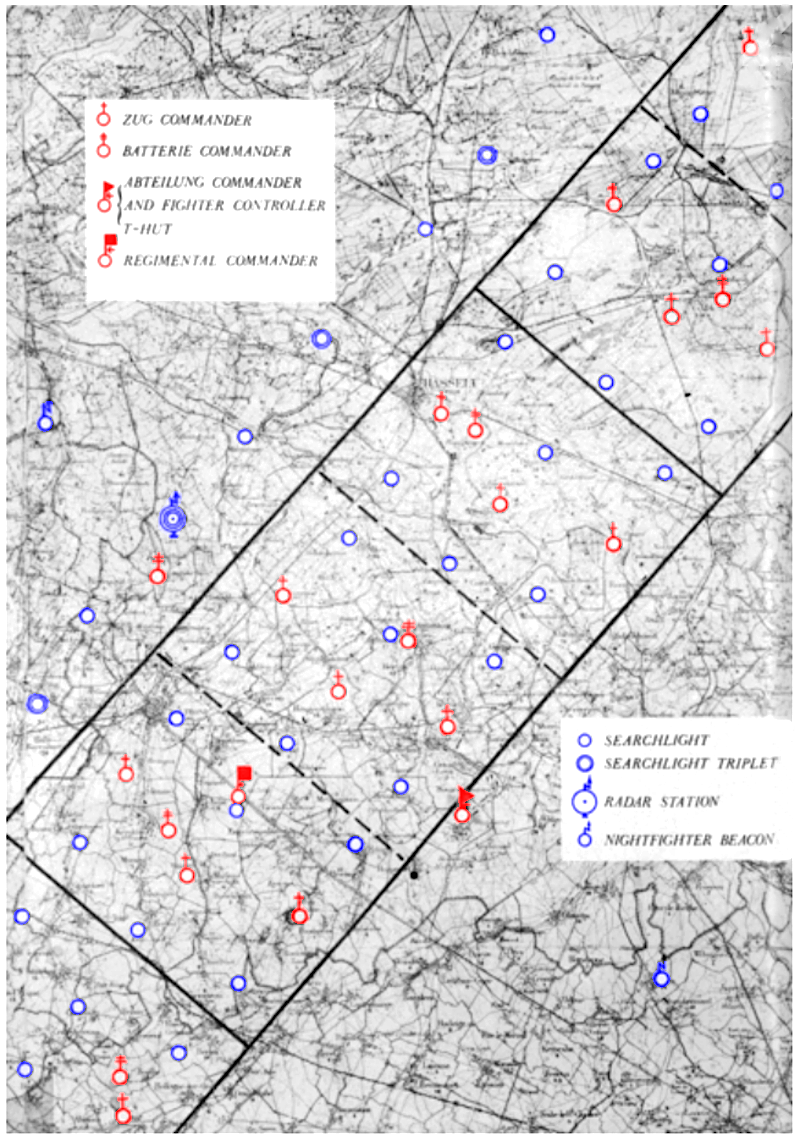
1942年にベルギーの諜報員が窃取してイギリスに提供したカムフーバー・ラインの配置図。 夜間戦闘機が配置された管制区が帯状になっているのが分かる。

カムフーバー・ライン（英: Kammhuber Line）とは、1940年7月にドイツ国防軍空軍のヨーゼフ・カムフーバー大佐が考案した夜間防空システムに対して連合軍が与えた通称である。カムフーバー・ラインはレーダー施設およびサーチライトを備えた管制区と夜間戦闘機を連携させるもので、カムフーバー自身はヒンメルベット（独: Himmelbett、天蓋付きベッドの意）と称していた。カムフーバー・ラインにおいて、各管制区は、夜間戦闘機に対して目標となる爆撃機隊が有視界となるよう管制していた。
カムフーバー・ラインは初期には連合軍爆撃機隊の戦術に極めて効果的に対処できていたが、ほどなくしてイギリス空軍に分析されて対抗策を講じられるようになった。1942年5月30日から31日にかけて行われたケルン爆撃では1000機の爆撃機によるボマー・ストリーム戦術が用いられたが、これは少数の管制区に、その管制能力を大幅に上回る量の爆撃機を殺到させるもので、いわゆる飽和攻撃であった。これに対して、ドイツ国防軍はレーダーをレーダー網に改めて、イギリス空軍爆撃機隊の進路を追跡し、夜間戦闘機をその進路に向けて管制するようにした。その後も互いに対抗策を繰り出し合ういたちごっこ状態となり、これは1944年10月にドイツ国防軍が防空能力を失うまで続けられた。

## 概要
最初は、各々 南北32km、東西20kmをカバーするレーダー施設を探知範囲に隙間がないように一列に並べたものを、デンマークからフランス中部にかけて3層に配する構成で設置された。各管制区はヒンメルベットと呼ばれ、探知距離100km程度のフライヤレーダーとこれによって指向される主サーチライト、および管制区全体を照射する手動サーチライト群を備えていた。また、各管制区には本務機と予備機 各々1機ずつの夜間戦闘機が割り付けられていた。夜間戦闘機は主にドルニエ Do 17Z-10やユンカース Ju 88C、またはメッサーシュミット Bf110が使用された。この地上要撃管制（GCI）技術は、レーダー非搭載の単発機メッサーシュミット Bf109をサーチライト照射により敵爆撃機に誘導する Helle Nachtjagd（「明るい夜狩」の意）に先んじて採用されていた。
ドイツやフランスに飛来するイギリス空軍の爆撃機隊が探知ラインを横切るとフライヤレーダーのオペレーターは主サーチライトを敵機に指向させる。それに続いて手動サーチライト群が敵機を見つけ出し、夜間戦闘機がサーチライトに照射された敵機を迎撃した。しかし、ドイツ本国の市町村長らがサーチライトを主要都市に移すよう要求したことにより、このシステムは弱体化した。
後にヒンメルベットには2基のウルツブルグレーダー（探知距離30kｍ）が追加された。この構成ではフライヤが早期警戒レーダー、ウルツブルクは正確な（そして複雑な）追尾レーダーとして使われた。夜間戦闘機が管制区に入るとウルツブルクのうち1基がロックオンし、フライヤが敵機を捉えるとすぐさまもう1基のウルツブルクが敵機にロックオンした。すべての位置情報はヒンメルベット管制センターに送信され、センターの管制官は両機の位置を継続して読み取ることができた。
戦闘指揮官は無線を通じて夜間戦闘機を指揮したが、イギリス空軍爆撃機隊の迎撃は有視界で行われていた。指揮は"Auswertetisch"を用いて手動で行われていた。迎撃を支援するため、夜間戦闘機の多くにシュパナー・アンラーゲと呼ばれる短距離赤外線暗視装置が取り付けられたものの、ほとんど役に立たなかった。後にUHF帯の短距離用空中迎撃レーダーであるFuG202 リヒテンシュタインが夜間戦闘機に搭載されるようになると、指揮官が敵機のいるエリアに夜間戦闘機を誘導すれば直ちに敵機を検出できるようになり、サーチライトはほとんど不要になった。戦闘指揮所は「カムフーバーのオペラハウス」と呼ばれ、1942年に確立された手順で終戦まで運用された開発された手順は戦争の終わりまで使用された。

## 対抗策
イギリス諜報部はすぐにカムフーバー・ラインの存在を察知し、これを打ち破る方法の研究を始めた。当時、イギリス空軍爆撃司令部は、目標地点への飛行経路などをパイロット任せにしており、何の規律も設けていなかった。また、パイロットにもアマチュア精神や個人主義が蔓延っていた。パイロットは目標地点までの飛行経路、飛行高度、到着時刻を独自に決めていたため、爆撃は4～5時間に渡る散発的なもので、集中的なものではなかった。カムフーバー・ラインの管制区は、こういったイギリス空軍爆撃機隊のふるまいに合わせて、広範囲に渡って散発的に侵入してくる爆撃機に対応できるように配置されていた。
空軍省諜報部次長R. V. ジョーンズの要請により、爆撃司令部は空襲を爆撃機の列で行うよう再編成した。いわゆるボマー・ストリームは、列が特定の管制区の中央を飛ぶように慎重に配置された。イギリスの科学者らは入手したデータから、1つのヒンメルベット管制区がザーメ・ザウ戦術を採る夜間戦闘機を指揮するとき、1時間あたり6迎撃が限界であり、ボマー・ストリームはこれを圧倒すると計算した。次に、衝突による統計的損失と夜間戦闘機による統計的損失を考慮して、損失を最小化するためには爆撃機をどの程度接近して飛行させるべきかを計算することが問題となった。1942 年にGEE無線航法が導入されたことでイギリス空軍爆撃機隊は標的まで決まった経路を同じ速度で往復できるようになり、さらに衝突のリスクを最小限に抑えるために各機にはボマー・ストリーム内での高度帯と時間枠が割り当てられた。ボマー・ストリーム戦術が初めて使用されたのは、1942年5月30日深夜から31日未明にケルンに対して行われた、史上初の爆撃機1,000機による空襲であった。この戦術は極めて効果的で、カムフーバーは上官エアハルト・ミルヒと対立することになった。

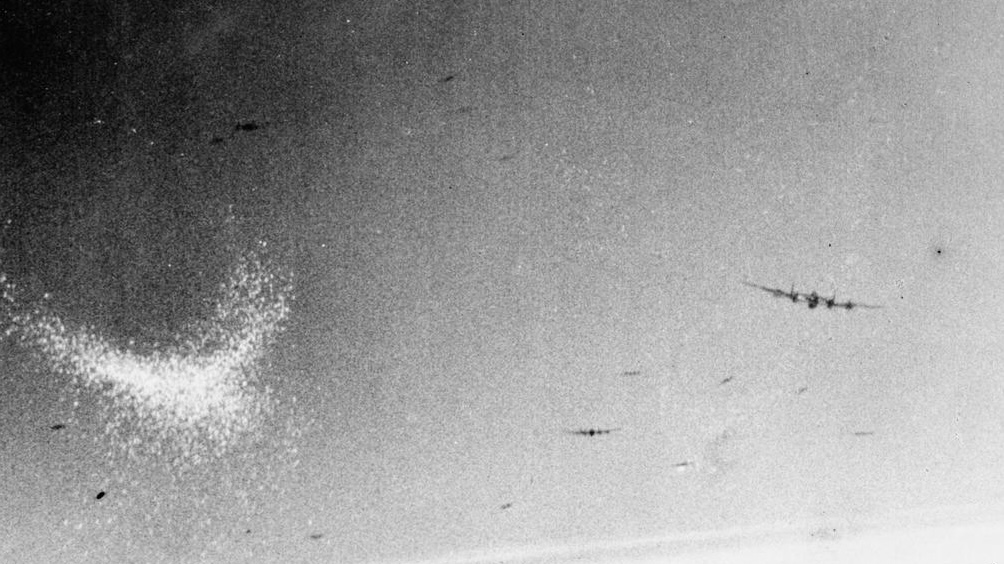
チャフ（左側に三日月形の白い雲のようにみえる）を投下するランカスター。

迎撃の成功率は低下したものの、レーダーと指揮所のネットワークの価値は変わらなかった。空襲が始まると、射程圏内のどの基地からでも夜間戦闘機をボマー・ストリームに誘導し、機上レーダーで敵機を発見できると期待されたからである。同時に、大規模な建設計画により何百ものウルツブルクが追加されたが、必要なインフラストラクチャは広範囲に及んだ。管制区は当初、ウルツブルクの探知距離である半径35kmであったが、後により強力なレーダーが導入されて160kmまで広がった。最終的に、管制区は特に大きな町やルール渓谷の周りで数層にまで広がった。これにより、カムフーバー・ラインはイギリス軍の空襲に対して再び戦果を挙げるようになった。
一方、イギリスもこうした展開を見越しており、被撃墜率が上がり始めるとチャフ（当時はウィンドウ（Window）と呼ばれていた）を導入した。ボマー・ストリームの嚮導機がアルミ箔の短冊を放出すると、ドイツのレーダー操作員には探知エリア内に爆撃機隊が現れたように見える。ドイツ軍は夜間戦闘機を差し向けるが当然そこには何もなく、逆にまったく遠く離れたところに「本物の」ボマー・ストリームが現れる。これはゴモラ作戦（1週間に渡るハンブルク空襲作戦）で初めて使用され、驚くほど効果的であることが証明された。ただ、ドイツのレーダー操作員も探知エリアの端にいる嚮導機を捜索するようになり、チャフの効果は低下していった。イギリスは1年以上前にチャフを考案していたが、ドイツもチャフを使用してイギリスの都市を攻撃してくる恐れがあるため、チャフの導入を控えていた。
ドイツのレーダー網を無力化する手段としてより洗練されたものはマンドレルで、爆撃機隊に随伴する航空機や爆撃機自身から妨害信号を送信するものであった。これは、ドイツの保有する種々のレーダーに対する妨害技術や、ドイツのレーダーに存在しない爆撃機隊を映し出すレーダー偽装技術へと発展した。さらに、戦闘指揮官の無線通信による指揮を妨害するために、ドイツ語に堪能な者を集めて、偽の指揮内容を放送させるコロナ作戦を行った。
この他、ドイツの夜間戦闘機に対抗するための長距離夜間戦闘機には、ドイツの夜間戦闘機のリヒテンシュタイン・レーダーの電波を探知するセレートと呼ばれるシステムが使用された。電子対抗手段を用いて爆撃司令部を支援するイギリス空軍第100特別任務群には、ブリストル ボーファイターとデ・ハビランド モスキートを配備した飛行隊が少なくとも3個置かれていた。

## 関連書籍
- Jones, R. V. (1981). Most Secret War. Coronet. ISBN 0-340-24169-1